# 1Blick. Kunst im Vorhaus
1Blick. Kunst im Vorhaus ist eine kleine Galerie in der Salzburger Bezirkshauptstadt Hallein. Der Anfang der 1990er Jahre gegründete Schauraum zeigt regelmäßig mehrere Ausstellungen jährlich.

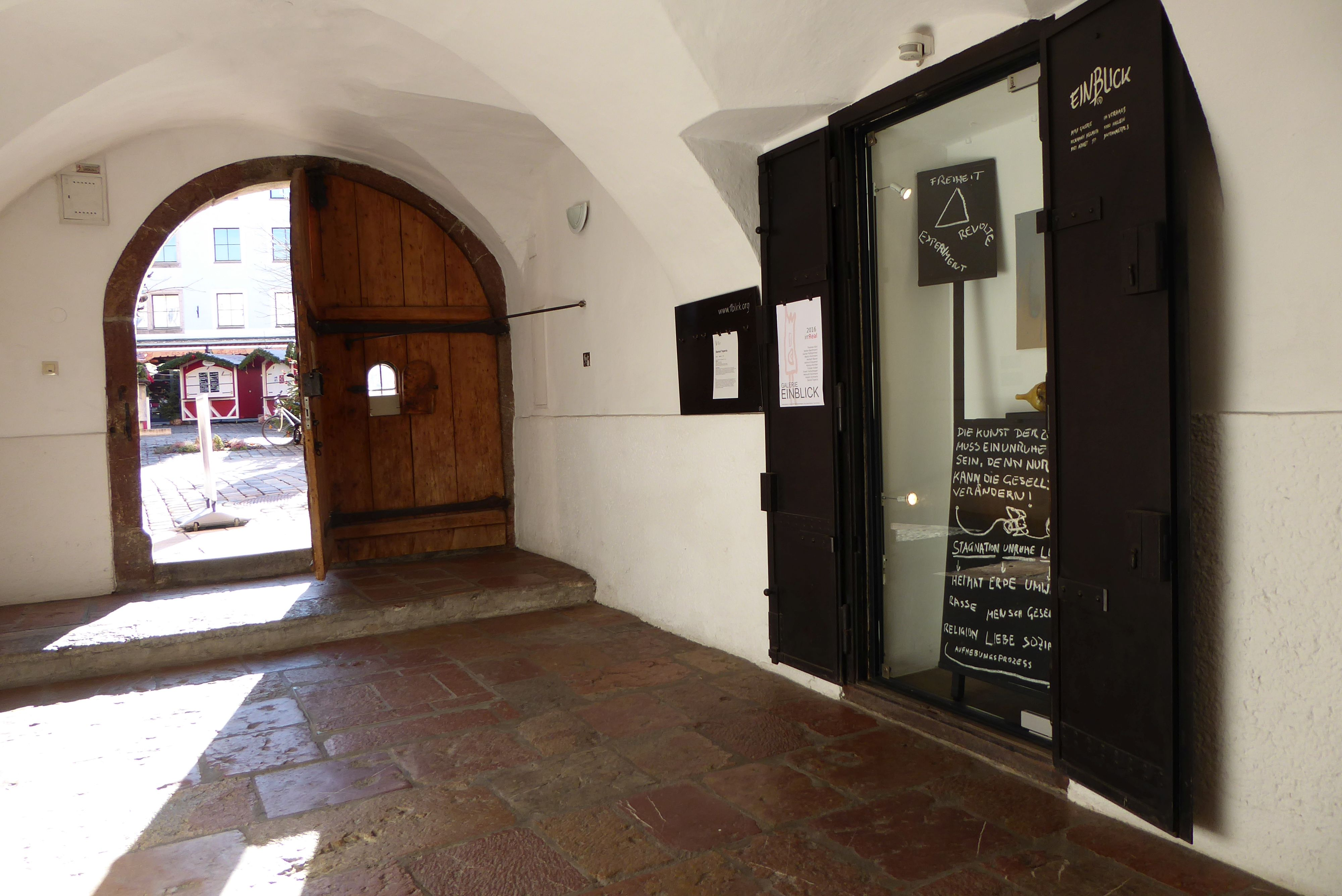
Vorhaus mit kleiner Galerie

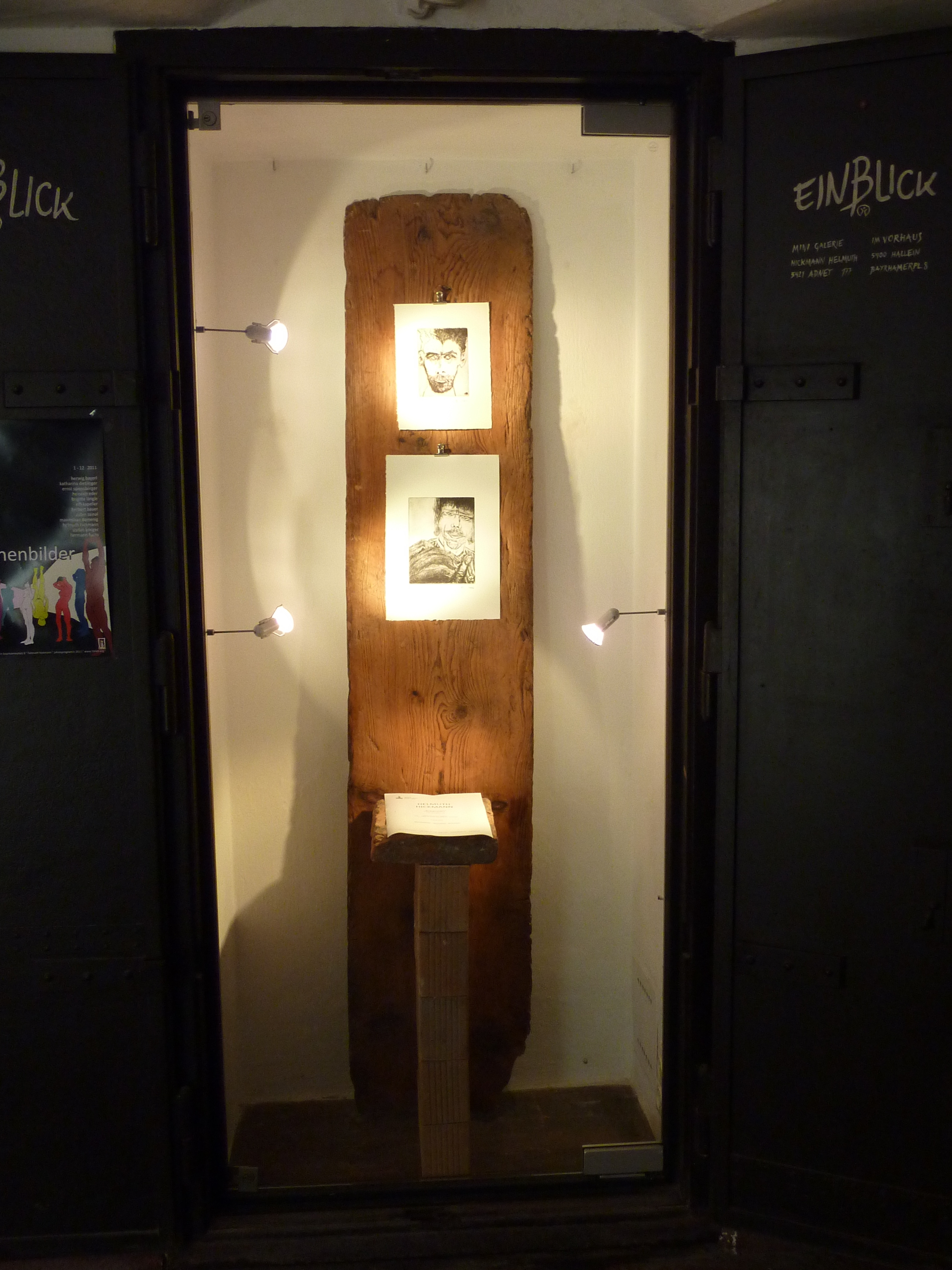
Ausstellung Oktober 2011

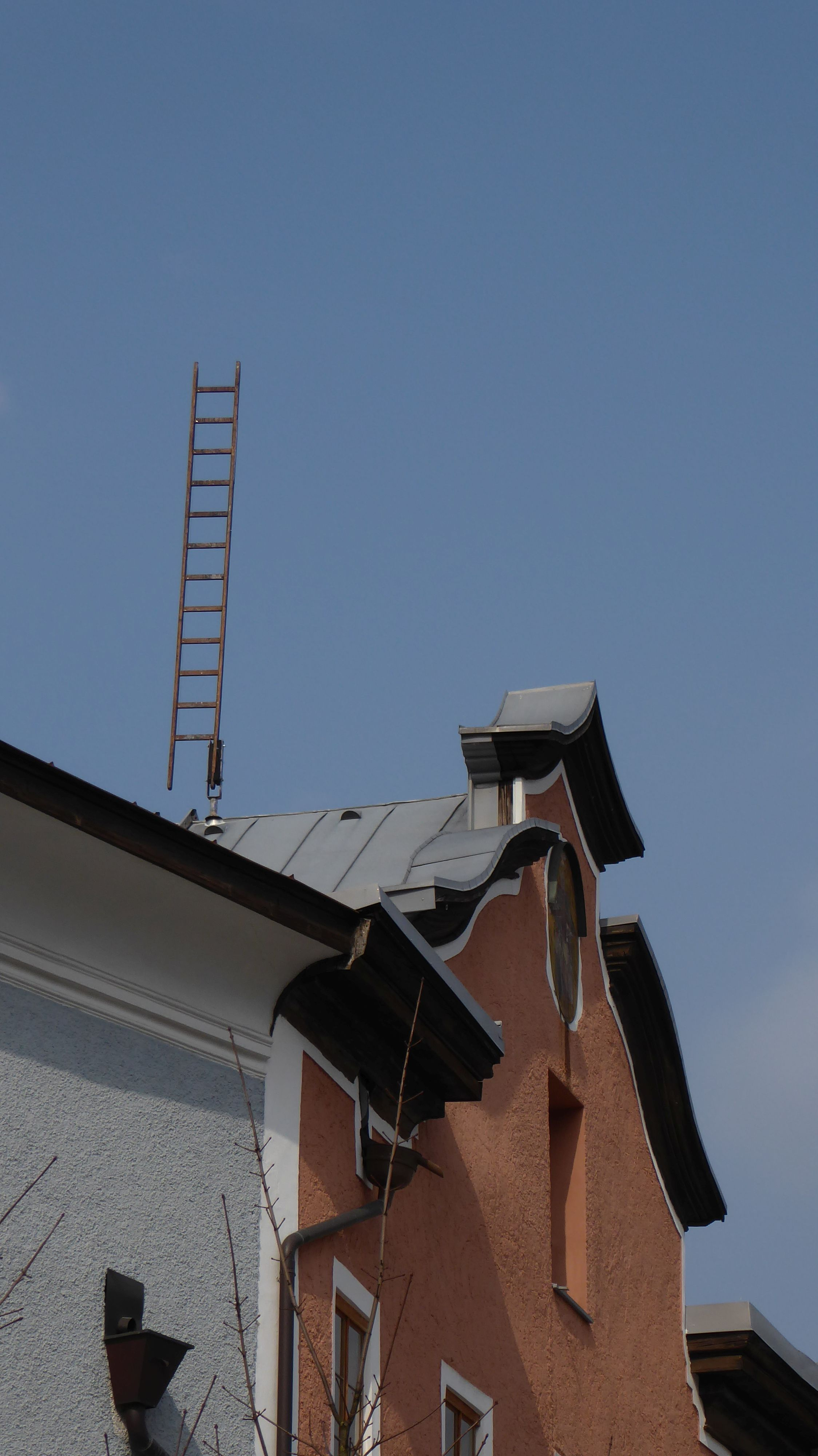
First Gallery, „Ausstieg“ 2021, Helmuth Hickmann

## Geschichte
Die Galerie wurde im Jahre 1992 von Helmuth Hickmann gegründet und wird seither von ihm kuratiert. Seit 2000 finden Programmausstellungen von regionalen und internationalen Künstlern statt. Seit der Gründung werden jedes Jahr 12 Ausstellungen gezeigt. 2008 bis 2010 fanden Ausstellungen in Zusammenarbeit mit der Internationalen Sommerakademie für Bildende Kunst Salzburg statt.

## Betrieb
Der Ausstellungsraum befindet sich im gewölbten Hausflur des Gebäudes Bayrhamerplatz 8, einem 500 Jahre alten, denkmalgeschützten Haus in der Halleiner Altstadt, und hat eine Fläche von lediglich 0,37 m². Der Kunstraum wird nicht kommerziell betrieben, alle Ausstellungen sind frei zugänglich.

## Ausstellungen
- Liste der Ausstellungen – 1Blick. Kunst im Vorhaus

## First Gallery
In der Dach-Expositur von „1Blick. Kunst im Vorhaus“ werden in der Freilichtgalerie, hinter dem am Halleiner Bayrhamerplatz einzigartigen Dachgiebel des Gebäudes Nr. 8, seit 2003 Kunstobjekte präsentiert.